# Stjerneholm borgruin
Stjerneholm borgruin er en ruin af et slot der er beliggende i Skurups kommun i Skåne. Slottet blev bygget i begyndelsen og midten af 1500-tallet af den danske rigsråd Mogens Gyldenstjerne. Slottet havde en voldgrav og en vindebro, men var en velbefæstet borg, men snarere et landsted. I 1613 kom slottet under Svaneholm slot, og blev nedrevet i 1627.
I dag findes der rester af hovedbygningen og to fløje. Udenfor voldgraven eksisterer en ringvold som adskiller anlægget fra sletten mod syd, der er en del af den tørlagde Näsbyholmssjön.
Den første offentliggjorte fund i Sverige af dværgandemad (Wolffia arrhiza) blev fundet i voldgraven, hvor planten er i rigelige mængder. I det omkringliggende landskab findes hulkravet kodriver, tyndakset gøgeurt og rapunselklokke.

## Galleri
- Stjerneholms borgruin
- Nærbillede af ruinen